# 19

## Померли
- 10 жовтня — В Антіохії (Сирія) у віці 34-х років при загадкових обставинах помер римський полководець Гай Юлій Цезар Германік.